# Jüdischer Friedhof (L’Isle-sur-la-Sorgue)

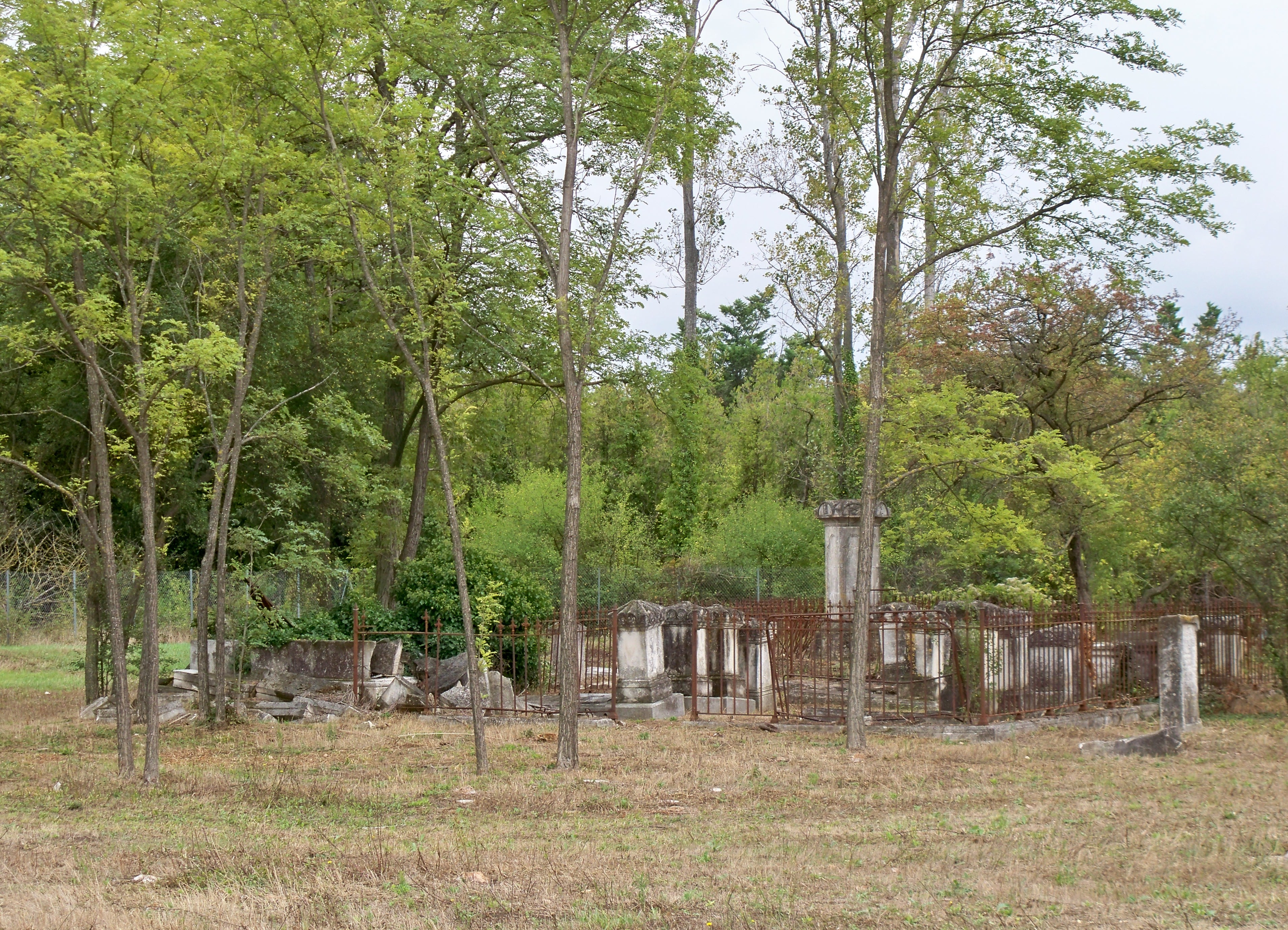
Jüdischer Friedhof (2012)

Der Jüdische Friedhof L’Isle-sur-la-Sorgue liegt in L’Isle-sur-la-Sorgue, einer französischen Gemeinde im Département Vaucluse in der Region Provence-Alpes-Côte d’Azur unweit von Avignon. 

## Geschichte
L’Isle-sur-la-Sorgue lag im Comtat Venaissin, das 1348 unter päpstliche Herrschaft geriet. Im 16. Jahrhundert gehörte der Ort zusammen mit Carpentras, Avignon und Cavaillon zu den vier Kehillot, in Anlehnung an die vier jüdischen Gemeinden im Heiligen Land in Jerusalem, Hebron, Safed und Tiberias. Die Juden wohnten in abgesonderten Stadtvierteln, die in dieser Region Carrière genannt wurden. Nachdem zu Beginn des 19. Jahrhunderts nur noch etwas über 20 Juden im Ort lebten, wurde die Synagoge 1856 zerstört. Der jüdische Friedhof verblieb der einzige Besitz der örtlichen jüdischen Gemeinde. Er umfasst eine Fläche von 9.460 m² und enthält etwa 40 Grabsteine, die vier Familien zugeordnet werden können: Abram, Carcassonne, Crémieux und Créange. Die letzte Bestattung fand 1939 statt. Seit 2008 ist der Friedhof als Monument historique eingetragen.